# Alenka Vindiš
Alenka Vindiš, nekdanji slovenski fotomodel ter medicinska sestra in diplomirana vzgojiteljica, * 6. maj 1978, Ptuj
Leta 1996 je kot dijakinja 4. letnika srednje zdravstvene šole iz Kicarja pri Ptuju osvojila naslov Miss Slovenije 1996. Bila je odkrita na drugi ptujski avdiciji za manekenke v organizaciji Radia-Tednik (izdajatelja ptujskega Tednika). Takrat je izrazila željo, da bi študirala psihologijo, bolj kot v Sloveniji si je z zmago želela odpreti vrata v tujini. Družina je njeno udeležbo na tekmovanju podpirala.
Nekaj časa se je poskušala uveljaviti kot model v Milanu, razmišljala je o New Yorku, nato se je posvetila študiju na Pedagoški fakulteti, potovanjem in jogi. Živela je tudi pri partnerju v Zagrebu.
Danes je v javnosti najbolj znana kot borka proti obveznemu cepljenju.
Leta 2018 je kandidirala za mesto poslanke v državnem zboru v ptujski volilni enoti na 1. mestu liste stranke Za zdravo družbo.
Dela v zavarovalništvu, ker naj bi bilo delo vzgojtelja preslabo plačano. Kot svoje delo je navedla tudi organiziranje dogodkov in digitalno komuniciranje.

## Zasebno
Je ločena mama dveh sinov. Visoka je 181 centimetrov. Njena družina se je ukvarjala s kozjerejo in ni imela veliko. Starša sta se zgodaj ločila. Kot srednješolka je bivala v dijaškem domu Lizike Jančar. Njena mama se je kasneje ponovno poročila, poleg izdelave in prodaje kozjega sira je njeno delo postalo tudi rejništvo.